# Zborów (gmina w województwie kieleckim)
Zborów (od 1973 Solec-Zdrój) – dawna gmina wiejska istniejąca do 1954 roku w woj. kieleckim. Siedzibą władz gminy był Zborów. 
W okresie międzywojennym gmina Zborów należała do powiatu stopnickiego w woj. kieleckim. Po wojnie gmina zachowała przynależność administracyjną. 12 marca 1948 roku zmieniono nazwę powiatu stopnickiego na buski. Według stanu z dnia 1 lipca 1952 roku gmina składała się z 11 gromad: Chinków, Kików, Magierów, Rzegocin, Solec, Włosnowice, Zagaje Kikowskie, Zagajów, Zagorzany, Zborów i Żuków.
Jednostka została zniesiona 29 września 1954 roku wraz z reformą wprowadzającą gromady w miejsce gmin. Po reaktywowaniu gmin z dniem 1 stycznia 1973 roku gminy Zborów nie przywrócono, utworzono natomiast jej terytorialny odpowiednik, gminę Solec-Zdrój.